# Cristina Tonelli
Cristina Tonelli (Milano, 18 novembre 1955) è un'ex cestista italiana.

## Carriera
Con l'Italia ha disputato due edizioni dei Campionati europei (1976, 1978).